# The Breeders
The Breeders är ett amerikanskt rockband, bildat 1988 i Dayton, Ohio.

## Historia

### 1989–1993
The Breeders bildades som ett sidoprojekt för Kim Deal från Pixies och Tanya Donelly från Throwing Muses. Efter att båda dessa band blev mindre aktiva blev The Breeders viktigare för båda musikerna. En demokassett där Mickey Bones spelade trummor och Carrie Bradley violin skickades till Ivo Watts-Russell, som omedelbart knöt bandet till sitt skivbolag 4AD Records 1989. The Breeders debutalbum Pod spelades in av Steve Albini i Edinburgh och gavs ut på 4AD 1990. Deals inflytande var uppenbart, men även basisten Josephine Wiggs och trummisen Britt Walford från Slint (omnämnd på skivan som Shannon Doughton) bidrog till gruppens sound.
I samband med releasen av fyra låtars-EP:n Safari 1992 slutade Kim Deal i The Pixies och hade värvat sin tvillingsyster Kelley Deal till gitarrist i The Breeders. Donelly slutade i bandet för att bilda Belly och trummisen Jim MacPherson gick med i Breeders lagom till albumet Last Splash 1993. Från albumet kom hiten "Cannonball", som hamnade på andra plats på Billboard Hot Modern Rock Tracks och på fyrtiofjärde plats på Billboards primära singellista Hot 100. Albumet certifierades platina av Recording Industry Association of America 1994.

### Återförening
Rykten om att Kim Deal skulle återförenas med originalbandet fortsatte cirkulera på 1990-talet, men det enda material som kom fram var en cover på Collage, inspelad till The Mod Squad-soundtracket 1999. Systrarna Deal rekryterade nya bandmedlemmar för att göra ett flertal spelningar 2001 och återvände till studion med gitarristen Richard Presley, basisten Mando Lopez och trummisen Jose Medeles för att spela in det tredje studioalbumet med The Breeders, Title TK, med Steve Albini. 
2002 anlitades The Breeders för att uppträda i ett avsnitt av Buffy och vampyrerna, efter att ha spelat seriens tema på sina konserter. 
I mars 2006 avslöjade Kim Deal för Billboard att hon jobbar på demor till ett nytt album med The Breeders. 2013 hade Kim och Kelley tillkännagivit att den "klassiska" line-up hade återförenats för en ny serie turnéer som firade 20-årsjubileet för bandets hitalbum Last Splash. Bandet har sedan släppt sitt femte studoalbum, All Nerve 2018, den "klassiska" Breeders line-ups första fullängdsalbum tillsammans sedan 1993's Last Splash.

### 2008–
Den 8 april 2008 släppte bandet sitt album Mountain Battles. Under sommaren 2008 turnera bandet flitigt, mestadeles i USA, men bandet gjorde även ett framträdande i Madrid.

## Sidoprojekt
1995 bildade Kim Deal sidoprojektet The Amps tillsammans med MacPherson, basisten Luis Lerma och gitarristen Nate Farley, eftersom Kelley Deal fick drogproblem. The Amps gav ut albumet Pacer i oktober 1995. Efter att ha gått igenom avvänjning startade Kelley Deal The Kelley Deal 6000 och supergruppen The Last Hard Men tillsammans med sångaren Sebastian Bach från Skid Row, Jimmy Chamberlin från The Smashing Pumpkins och Jimmy Flemion från The Frogs.

## Medlemmar
Nuvarande medlemmar
- Kim Deal – sång, gitarr (1989–1995, 1996–2003, 2008–)
- Josephine Wiggs – basgitarr, sång (1989–1995, 2012–)
- Kelley Deal – sologitarr, sång (1992–1995, 1998–2003, 2008–)
- Jim Macpherson – trummor, percussion (1992–1995, 1996–1997, 2012–)

Tidigare medlemmar
- Tanya Donelly – sologitarr, sång (1989–1992)
- Carrie Bradley – violin (1989–1993, 1996–1997)
- Britt Walford – trummor (1989–1992)
- Jon Mattock – trummor (1992)
- Richard Presley – gitarr (2001–2003)
- Mando Lopez – basgitarr (2001–2003, 2008–2012)
- Jose Medeles – trummor (2001–2003, 2008–2012)

Turnerande medlemmar
- Nate Farley – gitarr (1996–1997)
- Luis Lerma – basgitarr (1996–1997)
- Cheryl Lyndsey – gitarr (2008–2012)

## Diskografi

### Studioalbum
- Pod (1990)
- Safari (EP, 1992)
- Last Splash (1993)
- Title TK (2002)
- Mountain Battles (2008)
- All Nerve (2018)

### Livealbum
- Live in Stockholm 1994 (1994)